# Ulrich Bauer
Ulrich Bauer (* 25. Dezember 1939 in Schwäbisch Hall) ist ein deutscher Politiker (SPD). Er war von 1990 bis 1998 Oberbürgermeister der Stadt Esslingen am Neckar in Baden-Württemberg.

## Leben
Bauer besuchte das Gymnasium bei St. Michael Schwäbisch Hall und legte im Frühjahr 1960 das Abitur ab. Anschließend leistete er bis März 1961 Wehrdienst bei der Luftwaffe. Im Herbst 1961 begann er ein Studium des Bauwesens und der Architektur an der Technischen Hochschule München, das er im Frühjahr 1967 als Diplom-Ingenieur abschloss. Von April 1968 bis August 1970 absolvierte er die Ausbildung zum Stadtbauassessor in Bonn, Köln, Berlin und Düsseldorf und legte im August 1970 in Frankfurt am Main die zweite Staatsprüfung für den Höheren Technischen Verwaltungsdienst ab. Von September 1970 bis März 1973 leitete er das Stadtplanungsamt in Troisdorf und wurde dann zum Technischen Beigeordneten befördert. Im Jahr 1983 wurde er zum Baubürgermeister der Stadt Heilbronn gewählt und trat dieses Amt im September desselben Jahres an.
Am 3. Dezember 1989 wurde Bauer im zweiten Wahlgang als Nachfolger von Eberhard Klapproth zum Oberbürgermeister von Esslingen am Neckar gewählt und trat sein Amt Ende Januar 1990 an. In seine Amtszeit fiel die Gründung der Esslinger Stadtmarketing und Tourismus GmbH, die Wiederbelebung der Schwörtagstradition und die Schaffung von 3.000 neuen Wohnungen in Esslingen – unter anderem durch die Umwandlung der ehemaligen Kasernengelände im Esslinger Norden. Als Esslinger Oberbürgermeister war er unter anderem Vorsitzender des Forums Stadt – Netzwerk historischer Städte und der Kulturregion Stuttgart. Aufgrund gesundheitlicher Probleme verzichtete Bauer auf die Kandidatur für eine zweite Amtszeit und schied Ende Januar 1998 aus dem Amt aus. Ihm folgte Jürgen Zieger nach.
Von Oktober 1998 bis Jahresende 2007 führte er als Geschäftsführer die Projektgesellschaft Neue Messe Stuttgart.
Bauer ist verheiratet und Vater zweier Söhne.